# 大木史朗
大木 史朗（おおき しろう、1927年2月22日 - ）は、日本の俳優。福岡県山門郡柳川町（現：柳川市）出身。旧芸名は大木 史郎。
新協劇団、東京芸術座、東映などを経て、東京俳優生活協同組合に所属していた。
特技は乗馬、水泳。

## 出演

### 映画
- 大地の侍（1956年） - 安倍誠之助
- 爆音と大地（1957年） - 甲斐
- 地獄の午前二時（1958年） - 田川記者
- 特ダネ三十時間 第三の女（1959年） - 斎藤
- 特ダネ三十時間 深夜の挑戦（1959年） - 斎藤
- 海のGメン 暁の急襲隊（1959年） - 大宮刑事
- 警視庁物語
  - 警視庁物語 一〇八号車（1959年） - 新聞記者
  - 警視庁物語 血液型の秘密（1960年） - 共稼ぎの夫
  - 警視庁物語 十二人の刑事（1961年） - 刑事
  - 警視庁物語 謎の赤電話（1962年） - 高津刑事
  - 警視庁物語 19号埋立地（1962年） - 高津刑事
  - 警視庁物語 ウラ付け捜査（1963年） - 太田刑事
  - 警視庁物語 全国縦断捜査（1963年） - 太田刑事
  - 警視庁物語 十代の足どり（1963年） - 太田刑事
- 特ダネ三十時間 白昼の脅迫 女の牙（1960年） - 飯島
- まぼろし峠（1960年） - 植村右京
- 男の挑戦（1960年） - ボーイ（刑事）
- 第三の疑惑（1960年） - 渡辺
- 白い粉の恐怖（1960年） - 吉原
- 海底の挑戦者（1960年） - 刑事
- 銀座野郎（1961年） - 権藤
- 宇宙快速船（1961年） - 記者
- 皮ジャン・ブルース（1961年） - 新聞記者
- 東京パトロール 粋な二人のお巡りさん（1961年） - 青年作家
- 誇り高き挑戦（1962年） - 記者
- 太平洋のGメン（1962年） - チーフ・オフィサー
- 狙い射ち無頼漢（1962年） - 警官
- 暗黒街最後の日（1962年） - 榊警部
- 安来ぶし道中（1963年） - 荒木道夫
- 人生劇場　続飛車角（1963年） - 吹岡早雄
- 暗黒街最大の決斗（1963年） - 真田刑事
- 海軍（1963年） - 谷真一郎
- 昭和侠客伝（1963年） - 救世軍の中佐
- 白い熱球（1963年） - 委員
- 続・王将（1963年） - 丹波
- わが恐喝の人生（1963年） - 兵藤刑事
- 柔道一代 講道館の鬼（1964年） - 下関の巡査
- 二匹の牝犬（1964年） - 山本
- 君たちがいて僕がいた（1964年） - 増田
- 狼と豚と人間（1964年） - クラブのボーイ
- 竜虎一代（1964年） - 若松の巡査
- 飢餓海峡（1965年）
- にっぽん泥棒物語（1965年） - 盗難調べの刑事
- 昭和残侠伝（1965年） - 為吉
- 夜の牝犬（1966年） - 医者
- 侠客三国志 佐渡ケ島の決斗（1966年） - 岩松
- 残侠あばれ肌（1967年） - シケ馬安
- 渡世人（1967年） - 受刑者
- 代貸（1968年） - 旅館主・南
- 日本沈没（1973年） - 調査団員C[4]
- 春男の翔んだ空（1977年） - 時本節次
- NIGHT MORE（1983年）
- イヴの濡れてゆく（1985年） - 初老の紳士
- 大病人（1993年） - 患者の家族
- 誘拐（1997年） - 権藤吉次郎

### テレビドラマ
NHK
- アイウエオ（1968年）
- 大河ドラマ
  - 樅ノ木は残った（1970年）
  - 峠の群像（1982年） - 浅野家家老
  - 徳川家康（1983年）
  - 春の波涛（1985年） - 警察幹部
  - 太平記（1991年） - 塩屋宗春の叔父
- 銀河テレビ小説
  - ラスト・ラブ（1995年）
  - 素晴らしき帰郷（1988年）
- お見合い放浪記（2002年）

NTV
- 伝七捕物帳（1973年） - 浪人・六角
- スーパーロボット レッドバロン 第28話「ゴールドフィンガー」（1974年） - 富士研究所所長
- 新五捕物帳
  - 第19話「あさき夢みし江戸の春」（1978年）
  - 第73話「ほこり高き娘」（1979年）
  - 第169話「鬼女の舞」（1982年）
- 大都会シリーズ
  - 大都会 PARTII 第29話「17番ホールの標的」（1977年）
  - 大都会 PARTIII
    - 第10話「狙われた部長刑事」（1978年）
    - 第35話「野獣狩り」（1979年）
- 太陽にほえろ!
  - 第292話「一流大学」（1978年）
  - 第308話「新しき家族」（1978年） - 高田一郎※ノンクレジット
  - 第355話「ボス」（1979年） - 映画関係者※ノンクレジット
  - 第359話「ジョギングコース」（1979年） - 焼鳥屋の常連客
  - 第374話「直感」（1979年）
  - 第387話「雨の中の女」（1979年） - 西田久道
  - 第400話「スコッチ・イン・沖縄」（1980年） - 本庁幹部
  - 第414話「島刑事よ、永遠に」（1980年）
  - 第455話「死ぬなスニーカー」（1981年） - 小原歯科院長
  - 第468話「殴られたスニーカー」（1981年） - マンション管理人
  - 第482話「ラッサ熱」（1981年） - 本庁幹部
  - 第516話「白いスーツの女」（1982年）
  - 第530話「検問突破」（1982年） - 太平洋銀行矢追支店長
  - 第536話「死因」（1982年） - 板倉有造（代議士）
  - 第544話「屈辱」（1983年） - 福原一郎
  - 第550話「俺はプロだ!」（1983年） - 丸山正弘
  - 第559話「マザー・グース」（1983年） - 東隆造
  - 第572話「青い鳥」（1983年） - 柴田忠芳
  - 第583話「三人の未亡人」（1983年） - 吉沢の父親
  - 第588話「夏子という女」（1984年） - 板倉修治
  - 第624話「張り込み」（1984年） - 東都デパート副社長
  - 第642話「ハワイアン・コネクション」（1985年） - 飯岡俊一
  - 第648話「検視官ドック」（1985年） - 宮島征一郎
  - 第684話「美しき花の誘惑」（1986年） - 麻薬中毒者
- 俺たちは天使だ! 第20話「運が良ければ別れも諭し」（1979年） - 銀行支店長
- 警視-K　第3話「自白への道」（1980年）- ポリグラフ捜査官
- 火曜サスペンス劇場
  - 松本清張の知られざる動機（1983年） - 警察医
  - 松本清張スペシャル・渡された場面（1987年）
  - 嘘を重ねて（1989年）
  - 小京都ミステリー 第21作「周防岩国殺人事件」（1997年）
  - 街の医者・神山治郎 第6作「整形依存の女」（2004年） - 進藤達次
- あぶない刑事 第18話「興奮」（1987年）- 高橋
- ジャングル（1987年）
- 刑事貴族（1990年）

TBS
- キャプテンウルトラ（1967年）
  - 第8話「二大怪獣 火星都市にあらわる」 - アキヅキ市長
  - 第17話「合成怪獣バクトンあらわる!!」 - 将校
- 怪奇大作戦 第26話「ゆきおんな」（1969年） - ホテル支配人
- 柔道一直線（1970年）
- 夜明けの刑事（1974年）
- 赤い迷路（1974年、大映テレビ）[5]
- グッドバイ・ママ（1976年）
- 赤い絆（1977年）
- 人はそれをスキャンダルという（1978年）
- Gメン'75
  - 第214話「ニューカレドニア大追跡」（1979年） - 捜査員
  - 第240話「'80新春おせち料理毒殺事件」（1980年）
- ウルトラシリーズ
  - ウルトラマン80 第20話「襲来!! 吸血ボール軍団」（1980年） - 医師
  - ウルトラマンコスモス 第56話「かっぱの里」（2002年） - 取川村の村人[注釈 1]
- ザ・サスペンス
  - お師匠さんは名探偵 三味線殺人事件（1983年）
  - 黄金流砂（1983年） - 高村教授
  - 九州殺人行（1984年）
- 仮面ライダーシリーズ
  - 仮面ライダーBLACK 第11話「飢えた怪人たち」（1987年） - 医師
  - 仮面ライダーBLACK RX 第39話「爆走! ミニ4WD」（1989年） - 老人

CX
- フラワーアクション009ノ1（1969年）
- 戦国ロック はぐれ牙（1973年）
- 科学捜査官 第25話「狂った季節」（1974年、KTV） - 丸本弁護士
- 電人ザボーガー 第14話「不死身の殺し屋ギルコンフー」（1974年） - 杉山健一
- 大空港 第60話「襲撃! 空港特捜車を爆破しろ!!」（1979年） - 裁判官
- 同心部屋御用帳 新・江戸の旋風（1980年）
- 江戸の朝焼け（1980年）
- 同心暁蘭之介（1982年）
- 101回目のプロポーズ（1991年）
- 木曜劇場
  - 親愛なる者へ（1992年）
  - 明るい家族計画（1995年）
- 水曜劇場 / チャンス!（1993年）
- 古畑任三郎 1st season 第6話（1994年）
- ダブルスコア（2002年）
- 幸せ咲いた〜結婚相談所物語〜（2003年）

NET→ANB→EX
- 捜査本部（1959年）
- 七色仮面 第2部「キング・ローズ」（1959年） - 山本警部
- 特別機動捜査隊（1961年 - 不明） - 刑事 ※準レギュラー
- ナショナルキッド 第36話「謎の宇宙少年 第六回」（1961年） - 灯台の技師
- ジャイアントロボ 第3話「宇宙植物サタンローズ」（1967年） - 喫茶店店員
- 大忠臣蔵（1971年）
- 好き! すき!! 魔女先生（1971年）
  - 第7話「魔女テスト」 - 電車の運転手
  - 第8話「うそつき先生」 - スリの男
- 荒野の用心棒 第18話「黒い陰謀は波涛を越えて…」（1973年）
- 破れ傘刀舟悪人狩り（1975年）
- 非情のライセンス 第2シリーズ 第78話「兇悪の花粉」（1976年） - 初老の刑事
- スーパー戦隊シリーズ
  - 秘密戦隊ゴレンジャー 第52話「ピンクの電話鬼! 殺しのダイヤル」（1976年） - 高木総司令官
  - バトルフィーバーJ 第33話「コサック愛に死す」（1979年） - 三村教授
  - 電子戦隊デンジマン 第9話「死を呼ぶ怪奇電話」（1980年） - 藤堂八郎
  - 太陽戦隊サンバルカン 第3話「日本に挑む鉄の爪」（1981年） - 野川博士
  - 大戦隊ゴーグルファイブ 第46話「超エネルギー出現」（1982年） - 老人
  - 超獣戦隊ライブマン 第12話「超天才アシュラ!」（1988年） - 世界的天才言語学者
  - 鳥人戦隊ジェットマン 第8話「笑うダイヤ」（1991年） - 老夫婦
  - 爆竜戦隊アバレンジャー（2003年） - 長老
    - 第19話「よろしくアバレアミーゴ」
    - 第30話「最凶! アバレヴォリアン結成」

  - 轟轟戦隊ボウケンジャー 第3話「覇者の剣」（2006年） - 会長
- 江戸の牙（1979年）
  - 第1話「炎上! 赤馬を斬れ」
  - 第11話「宿敵! 炎の対決」
- 西部警察シリーズ
  - 西部警察
    - 第4話「マシンガン狂詩曲」（1979年） - コンチネンタル工業蒲田工場長
    - 第44話「ロング・グッドバイ」（1980年） - 光不動産社長
    - 第63話「生きていた刑事魂」（1980年） - 川島刑事

  - 西部警察 PART-II（1982年）
    - 第2話「大都会に舞う男」 - 亜細亜銀行西部支店長
    - 第17話「絶命!! 暴走トラック」

  - 西部警察 PART-III
    - 第22話「最上川舟唄」（1983年）
    - 第52話「北帰行」（1984年） - 食堂主人
    - 第59話「跳べ! 探知犬リュウ」（1984年） - 東洋テレビ職員
- 土曜ワイド劇場
  - 帝銀事件 大量殺人・獄中32年の死刑囚（1980年）
  - 松本清張の連環（1983年）
  - 家政婦は見た! 第2作「エリート家庭の浮気の秘密 みだれて…」（1984年）
  - 東京原宿ハウスマヌカン連続殺人 豪華パーティーの夜消えたギャルたち（1987年）
  - 京都・大原女の謎（1988年）
  - 松本清張スペシャル・状況曲線（1994年）
- 特捜最前線
  - 第295話「モーニングサービスの謎!」（1983年）
  - 第363話「獄中からのラブレター!」（1984年）
  - 第389話「さらば、海の老兵!」（1984年）
  - 第476話「慕情・神代課長を狙撃させた女!」（1986年）
- 新ハングマン 第23話「美女をエサにする国際サラ金」（1984年） - 創信工業幹部
- メタルヒーローシリーズ
  - 巨獣特捜ジャスピオン 第16話「人類の未来か? 恐怖の巨獣帝国」（1985年） - シマノ博士
  - 特警ウインスペクター 第1話「赤ちゃん暴走!」（1990年） - 高沢俊夫博士
  - 重甲ビーファイター 第16話「炎の超次元少女」（1995年） - 長老
- さすらい刑事旅情編V（1993年）
- 木曜ドラマ
  - 新空港物語（1994年）
  - サトラレ（2002年）
- はぐれ刑事純情派 第16シリーズ 第15話「女子大生主婦40才の犯罪! 時間差で死んだ姑!?」（2003年） - 野村信吾
- 相棒 Season 2（2003年） - 倉野善次郎
- 仮面ライダー響鬼 第1話「響く鬼」（2005年） - 屋久島の老人

12ch→TX
- 大江戸捜査網
  - 第109話「深川慕情」（1973年）
  - 第265話「殺し屋と少年」（1976年）
  - 第361話「白州に咲いた母子草」（1978年）
  - 第387話「白頭巾参上 辻斬り大追跡」（1979年）
  - 第417話「五ツ刻の鐘は殺しの調べ」（1979年）
  - 第431話「暴れ駕籠泣き笑いの縁結び」（1980年）
  - 第466話「女賊が捨てた殺しの分け前」（1980年）
  - 第627話「俺は殺せない! 涙の雪化粧」（1983年）
  - 第635話「凍る夜殺人者は眠らない」（1984年）
  - 新 大江戸捜査網（1984年）
    - 第10話「涙の子連れ犯科帳」 - 藤沢将監
    - 第22話「恐怖! 妖女軍団」 - 備前兼元
- あいつと俺（1980年）
- 超光戦士シャンゼリオン 第14話「サヨナラ、朱美」（1996年） - 老人 / 闇生物シラガー